# Wspólnota administracyjna Herrnhut
Wspólnota administracyjna Herrnhut (niem. Verwaltungsgemeinschaft Herrnhut) – dawna wspólnota administracyjna w Niemczech, w kraju związkowym Saksonia, w powiecie Görlitz. Siedziba wspólnoty znajdowała się w mieście Herrnhut. Do 29 lutego 2012 należała do okręgu administracyjnego Drezno.
Wspólnota administracyjna zrzeszała jedną gminę miejską oraz jedną gminę wiejską: 
- Berthelsdorf
- Herrnhut

1 stycznia 2013 gminę Berthelsdorf przyłączono do miasta Herrnhut i tym samym wspólnotę rozwiązano.